# Жироскоп
Жироскоп (од древ. грчког γυρο „окрет“ и древ. грчког σκοπεω „посматрати") је уређај за мерење промене угла везаног за њега тела односно инерционе системе и за одржавање оријентације. Функционише на основу принципа угаоног момента. Уређај се састоји од точка или диска чија се осовина може слободно окренути у било који положај пространства. Било каква промена положаја осе жироскопа, услед придавања спољног момента, је много мања него што би била без великог угаоног момента својственог окретљивости жироскопа. Због минимизирања спољашњег момента тонирањем уређаја у кардански обруч, његов положај остаје готово фиксиран, без обзира на било који покрет платформе на којој је монтиран.
Два основна типа жироскопа:
- механички
- оптички (Ласерски жироскоп)

По начину употребе:
- мерач угаоне брзине
- показивач правца

Један исти уређај може да ради у разним режимима.
Међу механичким жироскопима издваја се роторни жироскоп — брзовртеће тврдо тело, чија оса окретања може мењати правац у пространству. Притом брзина окретања жироскопа многократно премашује брзину окретања његове осе окретања. Основно својство таквог жироскопа је способност да у пространству сачува неизмењен правац осе окретања при одсуству дејства момената спољашњих сила на њу.
Први пут то својство је искористио Жак Бернар Леон 1852. године, за експерименталну демонстрацију окретања Земље. Баш на тој демонстрацији жироскоп је и добио свој назив, од грчких речи «окретање», «посматрање».

## Опис
Унутар неког механичког система или уређаја, конвенционални жироскоп је механизам састављен од једног ротора направљеног да се врти око једне осе. Носач ротора се везује за унутрашњи кардански обруч или прстен, унутрашњи обруч је повезан са спољним обручом који је привезан за обруч подршке тако да може да се врти око своје осе у равни одређеној подршком. Спољашњи обруч поседује један степен ротационе слободе. Унутрашњи обруч је монтиран на спољни тако да се окреће око сопствене осе у равни која је увек вертикална осовинској оси спољњег обруча.
Оса точка који ротира опредељује осу окретања. Унутрашњи кардански обруч поседује два степена слободе, а његова ротациона оса поседује један. Ротор је привезан тако да се врти око осе која је увек вертикално наспрам осе унутрашњег обруча. Дакле, ротор поседује три степена ротационе слободе, а његове осе поседују два. Точак одговара на силу примењену око улазне осе реакционом силом око излазне осе.
Жироскопски замашњак ће се вртети или кочити око излазне осовине зависно од тога да ли су излазни обручи за одржавање инструмената тренутно слободни у окрету или фиксирани.
Гравитациони центар ротора може бити у фиксираном положају. Ротор се врти истовремено око једне осе и способан је осциловати и око друге две осе, те тако, осим због наследног отпора изазваног окретањем ротора, може се слободно окретати у било ком смеру око фиксне тачке. Неки жироскопи не користе механичких принцип за један или више елемената, на пример, ротор може бити потопљен у течност, уместо да се монтира на кардански обруч за одржавање инструмената. Контролуни моменат жироскоп је пример уређаја фиксираног излазног обруча, који се користи на свемирским бродовима за држање или одржавање жељеног угла или показивање смера помоћу снаге отпора жироскопа.
У посебним случајевима, спољни обруч (или његова еквивалента) може бити изостављен тако да ротор има само два степена слободе. У другим случајевима, центар гравитације ротора може да се поклапа са осом осцилације, а самим тим центар гравитације и центар суспензије ротора не морају се подударати.

## Принцип рада
Основна, упрошћена, једначина која описује понашање жироскопа је: {\displaystyle {\boldsymbol {\tau }}={{d\mathbf {L} } \over {dt}}={{d(I{\boldsymbol {\omega }})} \over {dt}}=I{\boldsymbol {\alpha }}}
где су вектори {\displaystyle {\boldsymbol {\tau }}} и {\displaystyle \mathbf {L} } момент жироскопа и његов угаони моменат, скалар {\displaystyle I\,} је његов момент инерције, вектор {\displaystyle {\boldsymbol {\omega }}} је његова угаона брзина, и вектор {\displaystyle {\boldsymbol {\alpha }}} је његово угаоно убрзање.
Из тога следи да моменат {\displaystyle {\boldsymbol {\tau }}} примењен вертикално на осу ротације, а тиме вертикално и на {\displaystyle \mathbf {L} }, ствара ротацију око осе перпендикуларне на оба {\displaystyle {\boldsymbol {\tau }}} и {\displaystyle \mathbf {L} }. Ово кретање се зове прецесија. Угаона брзина прецесије {\displaystyle {\boldsymbol {\Omega }}_{P}} зависи од производа вектора: {\displaystyle {\boldsymbol {\tau }}={\boldsymbol {\Omega }}_{P}\times \mathbf {L} }
Прецесија се може продемонстрирати постављањем жироскопа осама хоризонтално ка површини и лабаво подржаном (непокретном односно прецесије) на једном крају. Уместо да пада, као што се може очекивати, чини се да жироскоп пркоси гравитацији подржавајући осе хоризонтално, док је друга страна осе остављена без подршке и слободни крај осе полако описује круг у хоризонталној равни, стварајући окретну прецесију. Овај ефекат је објашњен горенаведеном једначином. Окретни момент на жироскопу се добија помоћу две силе: гравитације делујући надоле на средиште масе уређаја, и једнаке силе, делујуће према горе подржавајући супротни крај уређаја. Ротација која произилази из овог момента није надоле, како би могло бити интуитивно очекивано, узрокујући да уређај падне, а вертикално на оба гравитациони момент (хоризонтално и вертикално на осу ротације) и осу ротације (хоризонтална и даље од тачке подршке), односно око вертикалне осе, узрокујући да уређај полако ротира око тачке подршке.
Како друга једначина приказује под сталним моментом, брзина прецесије жироскопска је обрнуто пропорционална свом угаоном моменту. То значи да, на пример, ако трење узрокује успоравање окретања жироскопа — стопа прецесије се повећава. То се наставља све док уређај не може довољно брзо да ротира да би одржао сопствену тежину. Тада прецесија престаје и уређај пада са своје подршке, углавном због тога што трење против прецесије изазива другу прецесију која настоји да узрокује пад.
По конвенцији, ова три вектора, окретни момент, ротација, и прецесија, сви су оријентисани у односу на следећи према правилу десне руке.
Да би се лакше уверили о смеру окретног ефекта, једноставно запамтите да када се наклања под углом окретање точкића стреми да се врати ка унутра.
МЕМС жироскопи користе идеју Фокаултовог клатна и користе вибрирајући елемент, познат као МЕМС(микро електро-механички систем).

## Примена
Жироскопи се могу користити за изградњу жирокомпаса који допуњавају или замењују магнетске компасе (у бродовима, летелицама и возилима у целини), као стабилизатори (бицикли, свемирски телескоп „Хабл“, бродови, возила у целини), или коришћени као део унутрашњег система навођења. Неки уређаји на принципу слободног излазног обруча користе се за мерење наклона, окретања или скретања односно углова кретања летелице.
Жироскоп показује низ појава, укључујући прецесију и увртање.

### Системе стабилизације
Постоје три основна вида система стабилизације.
- Система присилне стабилизације (на 2-степеним жироскопима).

За стабилизацију око сваке осе потребан је по један жироскоп. Стабилизација се достиже жироскопом и стабилизационим мотором. У почетку дејствује жироскопски моменат, а после се укључује стабилизациони мотор.
- Система индикаторно-присилне стабилизације (на 2-степеним жироскопима).

За стабилизацију око сваке осе потребан је по један жироскоп. Стабилизација се достиже само стабилизационим мотором, али се у почетку појављује мањи жироскопски моменат који се може занемарити.
- Система индикаторне стабилизације (на 3-степеним жироскопима).

За стабилизацију око две осе потребан је један жироскоп. Стабилизација се достиже само стабилизационим мотором.

### Нови типови жироскопа
Стално растући захтеви за тачност и експлоатационе карактеристике жиро-уређаја терају научнике и инжењере многих земаља не само усавршавати класичне жироскопе са вртећим ротором, него и тражити принципално нове идеје, који би могли да реше проблем стварања осетљивих сензора за мерење и изображења параметара угаоног окретања објекта.
Тренутно је познато више од стотине различитих појава и физичких принципа, који омогућују решавати жироскопске задатке. У Русији и САД је издато на хиљаде патената и ауторских сведочанстава за одговарајуће изуме и проналаске.
Због тога што су се жироскопи користили у системима навођења стратешких ракета дејствујућих на великим растојањима за време Хладног рата информација о великом броју истраживања, проведеним у тој области, класификују се као војна тајна.
Перспективним правцем развића су квантни жироскопи.

### Играчке
Жироскопски ефекти су искоришћени у играчкама попут чигре, јо-јо-а и пауерболова. Многи други ротирајући уређаји, као што су замашњи, понашају се као жироскопи иако не користе жироскопски ефекат.
1917. године, Свећарска Компанија Индианаполиса(Индиана) направила је „свећарски жироскоп“, жироскопску играчку (јо-јо) са канапом за завртавање и постољем. Она је била у непрекидној производњи од тад и сматра се класичном америчком играчком.

### Перспективе развића жироскопије
Постојећи на данашњи дан жироскопски системи су толико тачни, да многим потрошачима није потребно увеличање тачности, мада је скраћивање војних буџетних средстава код већине водећих светских земаља, натерало инжењере из дане области да пређу на адаптацију жироскопских система за примену у сфери свакодневних техничких производа. На пример, коришћење микромеханичких жироскопа за стабилизацију кретања аутомобила, видео-камера, фото-апарата, мобилних телефона и слично.
У исто време прогрес у области сателитске навигације GPS и GLONASS, по мишљењу присталица тог начина навигације, учинио је непотребним аутономна средства навигације за случајеве када се сателитски сигнал може примати непрекидно. Како они кажу, ради се о томе да ће тренутно грађена система навигационих сателита треће генерације омогућавати опредељење координата објеката на површини Земље са тачношћу до неколико центиметара. Притом, по њиховим речима, отпада потреба у употреби чак и жироскопа за опредељење курса, јер сравњење података два пријемника сателитских сигнала, постављених на растојању од неколико метара, на пример, на крилима авиона, дозвољава израчунавати скретање авиона по вертикалној оси. Такав систем, би оставио без посла десетине хиљада радника предузећа која праве жироскопе за авионе и бродове.
Али, у пракси системи GPS нису способни да тачно определе положај у градским условима, при лошој видљивости сателита. Такви проблеми постоје и у шумским пределима. Чак и у авионима GPS, мада и ефикаснији него брзинометра на великим дистанцама, има већу погрешност како при мерењу углова (неки пут и на целе степене) користећи два GPS-пријемника, тако и при израчунавању курса путем опредељења брзине авиона. Зато је барем за сада најбоља варијанта за навигационе системе — комбинација жироскопских система и GPS.
Урачунавајући набројане разлоге, може се рећи да је еволуција жироскопске технике за последње деценије дошла на праг важних промена, и баш због тога пажња специјалиста у области жироскопије је сада усмерена на тражење нестандардних примена таквих прибора. Отвориле су се савршено нови интересантни задаци. То је потрага нових корисних ископина, предсказивање земљотреса, сврхтачних опредељења положаја железничких путева и нафтовода, медицинска техника и много друго.

## Историја
Најранији познати жироскоп израдио је Јохан Боненбергер 1817. године, мада га је он назвао једноставно „Машина“. Француски математичар Пјер-Симон Лаплас, радећи у Политехничкој школи у Паризу, препоручио је машину за коришћење као наставно помагало, тако ју је приметио Леон Фуко. 1852. године, Фуко га је користио у експерименту за ротацију Земље и дао уређају његово данашње име. У експерименту се видела (Грчки скопин, видети) ротација (Грчки гирос, круг или ротација) Земље, иако је експеримент био неуспешан због трења које је ограничавало сваки покушај на неких 8 до 10 минута, што је време прекратко за увиђање значајних покрета.
1860-тих, електромотори су омогућили концепт изводљивим, што је довело до првог прототипа жирокомпаса. Први функционални морски жирокомпас направљен је између 1905 и 1908. године немачким проналазачем Херманом Аншутц-Кемпфемом. Американац Елмер Спјери уследио је са сопственим дизајном 1910. године, И други народи су убрзо схватили војну важност проналаска–у доба у којем је поморска моћ била најзначајнија мера војне снаге–и правили сопствене жироскопске индустрије. Жироскопска Компанија Спјери се брзо проширила да би обезбедила авионске и бродске стабилизаторе, а остали произвођачи су их следили у стопу.
У првих неколико деценија 20. века, разни проналазачи покушавали су (безуспешно) да искористе жироскоп као основу за прве навигационе системе на основу црних кутија стварањем стабилне платформе са којих би се могла вршити прецизна мерења убрзања (да би искључили потребу за знањем положаја звезда за израчунавање положаја). Слични принципи су касније искоришћени у развоју унутрашњих система навођења за балистичке ракете.

## Жиростат
Жиростат је варијанта жироскопа. Први жиростат је пројектовао лорд Келвин да илуструје сложеније стање кретања ротирајућег тела док слободно лута на хоризонталној равни, као чигра на плочнику, обруч или бицикл на путу. Састоји се од масивног замашња скривеног у кућишту. Његово понашање на столу, или уз разне облике суспензија или подршки, служи за илустрацију интересантног обрта обичних закона статичке равнотеже због жиростатичког понашања невидљивог унутрашњег замашња док се овај убрзано окреће.